# Marika (wokalistka)
Marika, właśc. Marta Kosakowska (ur. 14 grudnia 1980 w Białymstoku) – polska wokalistka i autorka tekstów, a także dziennikarka radiowa. Wykonawczyni muzyki avant-pop, wcześniej z pogranicza reggae, dancehallu, soulu oraz funku. Członkini Akademii Fonograficznej ZPAV.

## Wczesne lata
Urodziła się w Białymstoku i wychowała w Łomży, w wielopokoleniowej rodzinie.
Chodziła do I Liceum Ogólnokształcącego im. Tadeusza Kościuszki w Łomży, a następnie studiowała polonistykę na Uniwersytecie im. Adama Mickiewicza w Poznaniu.

## Kariera
Zadebiutowała w 2002 roku jako wokalistka sound systemu Bass Medium Trinity, z którym nagrała album pt. Mówisz i masz (2004). Między 2002 a 2005 występowała także w zespole Breakbeat Propaganda. W 2005 występowała jako solistka w projekcie teatralnym 12 ławek zrealizowanym w Teatrze Muzycznym w Gdyni, a także supportowała Macy Gray podczas jej koncertu w Warszawie. Wzięła udział w polsko-niemieckim projekcie muzycznym Polski ogień (2006), w którego ramach nagrała piosenki: „Siła ognia” na riddimie „Doctor’s Darling” i „What’s Ya Flava” na riddimie „Curefix”. Zaśpiewała także w ramach koncertu Trendy na TOPtrendy w Operze Leśnej.
W 2007 nakładem wytwórni Karrot Kommando wydała pierwszy, solowy singiel „Moje serce”. Krótko pracowała w Centrum Sztuki Współczesnej w Zamku Ujazdowskim. 22 sierpnia 2008 wydała debiutancki album studyjny pt. Plenty, który ukazał się nakładem wytwórni Pomaton EMI. Wydawnictwo promowała także singlem „Masz to”. Za płytę otrzymała nominację do nagrody Fryderyk za album roku hip-hop/R&B, była też nominowana do nagrody w kategorii nowa twarz fonografii. W październiku zaczęła prowadzić własną audycję muzyczną Nie tylko reggae w Polskim Radio Euro. Podczas plebiscytu Superjedynki na 46. Krajowym Festiwalu Piosenki Polskiej w Opolu nominowana została za debiut roku. Latem 2009 zaprezentowała anglojęzyczny singiel „So Sure”, a następnie wydała winylową płytę pt. So Remixed zawierającą remiksy utworów z albumu Plenty. We wrześniu wystartowała z programem radiowym Towary kolonialne w Roxy FM.

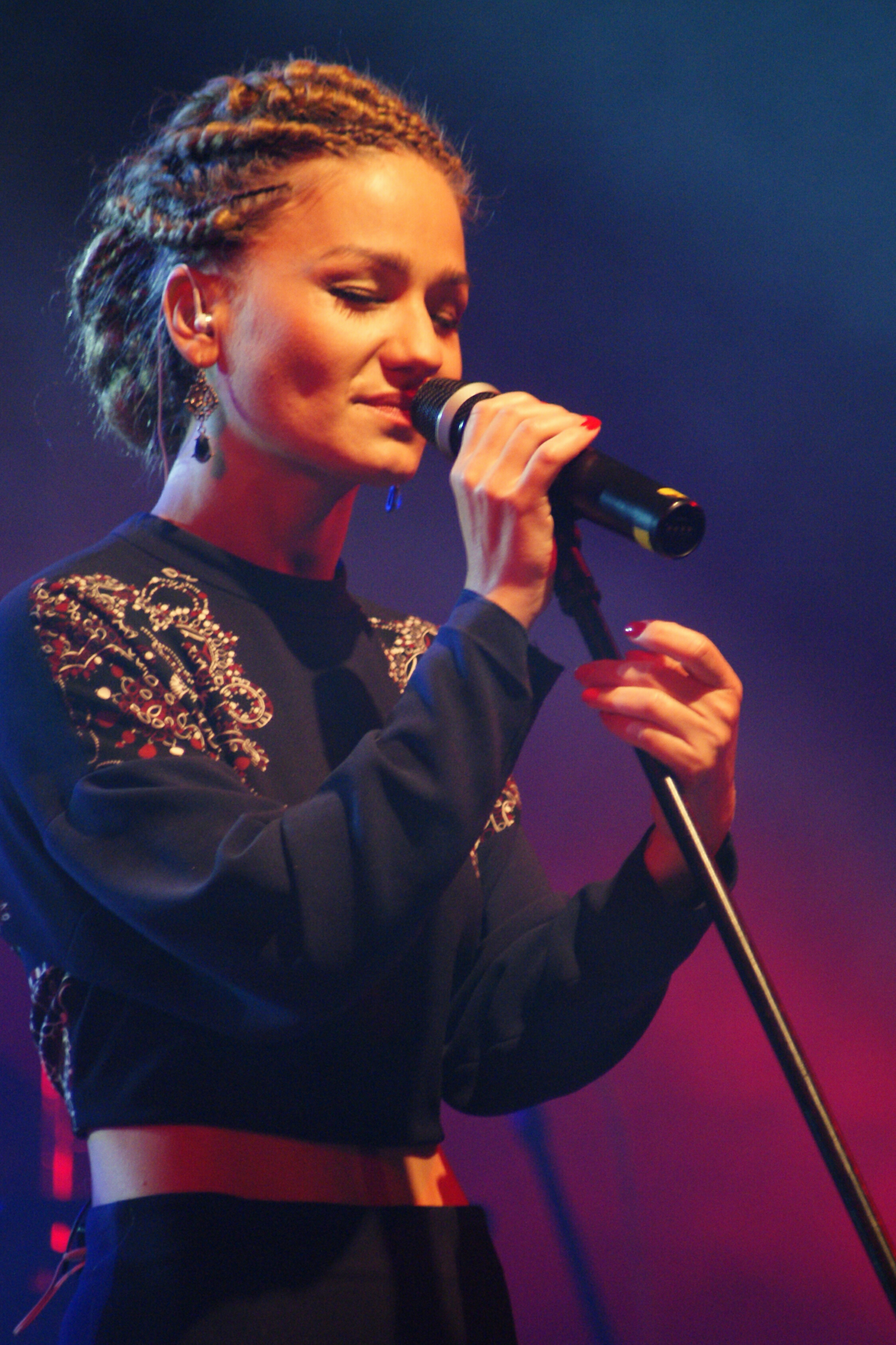
Marika (2013)

8 czerwca 2010 wydała drugi solowy album studyjny pt. Put Your Shoes On/Off, na który złożyły się dwie płyty: pierwsza zawierała premierowy materiał, a druga – remiksy. Wydawnictwo promowała singlem „Uplifter”. Za album była nominowana do Fryderyka w kategorii album roku hip-hop/R&B/reggae i Superjedynki w kategorii płyta pop, poza tym była nominowana do Superjedynki dla wokalistki. W połowie 2011 wydała teledysk do singla „Esta Festa”, w którym śpiewa po polsku, angielsku i portugalsku. Zaśpiewała też w utworze „Daj mi beat” rapera Frenchmana.
W sierpniu 2012 poprowadziła Ostróda Reggae Festival, zdobywając mieszane recenzje za sposób konferansjerki. Wówczas też ukazała się kompilacja Morowe panny, odnosząca się do historii kobiet z czasu powstania warszawskiego i powstała z inicjatywy Muzeum Powstania Warszawskiego, na której potrzeby Marika nagrała dwa utwory, w tym singiel „Idziemy w noc” z Maleo Reggae Rockers. Wystąpiła też na płycie zespołu De Mono pt. Spiekota, śpiewając w coverze utworu Haliny Frąckowiak „Wzejdę polnym makiem” i grając w teledysku do piosenki. 20 października wydała trzeci solowy album studyjny pt. Momenty, który nagrała z zespołem Spokoarmia i który promowała singlami „Baqaa” i „Widok”. 14 maja 2013 ukazała się płyta pt. Chilli Zet Live Session, będąca rejestracją koncertu w studiu radia Chilli Zet, na który złożyły się zaaranżowane na jazzowo piosenki Mariki. W latach 2013–2014 wraz z Tomaszem Kammelem prowadziła trzy edycje programu TVP2 The Voice of Poland. W 2014 wraz z Antonim Królikowskim prowadziła program TVP2 Superstarcie. W międzyczasie pojawiła się na dwóch kolejnych składankach historycznych: Panny wyklęte i Panny wyklęte: wygnane vol. 1.
23 października 2015 wydała album pt. Marta Kosakowska, na którym umieściła utwory elektroniczne i avant-popowe. Płycie towarzyszyła także radykalna zmiana wizerunkowa Mariki. Album poprzedziła wydaniem singli: „Tabletki” (nagranym z grupą Xxanaxx) oraz „A jeśli to ja” (z Gooralem), do którego teledysk został nagrodzony srebrnym KTR w konkursie Stowarzyszenia Komunikacji Marketingowej SAR i zdobył nominację za zdjęcia na Festiwalu Polskich Wideoklipów Yach Film. 18 maja 2016, nakładem wydawnictwa Edipresse, wydała książkę pt. Antydepresanty zawierająca teksty ok. 30 piosenek, czarno-białe ilustracje autorstwa Sylwii Wilk, 20 opowiadań i dziewięć filmów. Pojawiła się też w filmie dokumentalnym Tacy jak my oraz w książce Katarzyny Olubińskiej Bóg w wielkim mieście, będącej zbiorem wywiadów na temat religii. W 2018 wydała odświeżoną wersję singla „Moje serce” z okazji 10-lecia wydania debiutanckiego albumu. W kolejnych miesiącach skupiała się głównie na życiu rodzinnym, choć wciąż regularnie występowała. W maju 2020 wydała singiel „Jak na moje oko”, który stworzyła we współpracy z Kubą Karasiem z The Dumplings.
13 kwietnia 2023 wydała szósty solowy album pt. Cykl, za który dostała nominację do nagrody Fryderyk w kategorii album roku Soul/R&B/Reggae.

## Życie prywatne

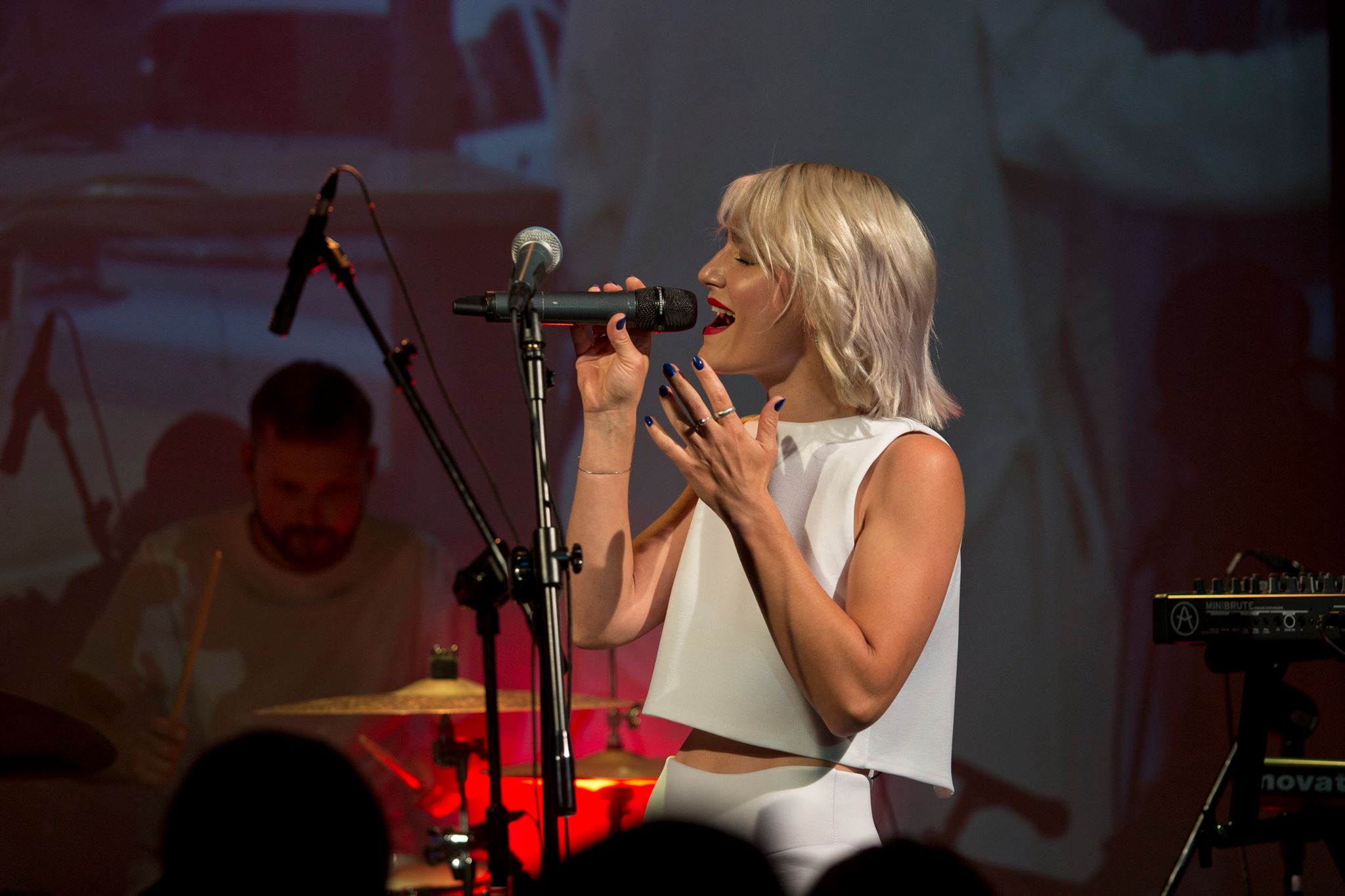
Marika podczas koncertu w Czwórce, 2017

Jej pierwszym mężem był Łukasz Zarębski. Para rozwiodła się tuż na początku solowej kariery Mariki. W marcu 2016 wyszła za mąż za Pawła Nowaka. Na początku 2018 urodziła bliźnięta.

## Dyskografia

### Albumy studyjne
| Tytuł                     | Szczegóły                                                             | Pozycja na liście |
| Tytuł                     | Szczegóły                                                             | POL               |
| ------------------------- | --------------------------------------------------------------------- | ----------------- |
| Plenty                    | - Data wydania: 22 sierpnia 2008 - Wytwórnia: EMI Music Poland        | 19                |
| Put Your Shoes On/Off     | - Data wydania: 8 czerwca 2010 - Wytwórnia: EMI Music Poland          | 18                |
| Momenty (oraz Spokoarmia) | - Data wydania: 20 października 2012 - Wytwórnia: Karrot Kommando     | 41                |
| Chilli Zet Live Session   | - Data wydania: 13 maja 2013 - Wytwórnia: Karrot Kommando             | 41                |
| Marta Kosakowska          | - Data wydania: 23 października 2015 - Wytwórnia: Warner Music Poland | 32                |
| Cykl                      | - Data wydania: 13 kwietnia 2023 - Wytwórnia: Echo Production         |                   |

### Kompilacje
| Tytuł      | Szczegóły                                                      |
| ---------- | -------------------------------------------------------------- |
| So Remixed | - Data wydania: 14 sierpnia 2009 - Wytwórnia: EMI Music Poland |

### Single
| Tytuł                                       | Rok  | Pozycje na listach | Pozycje na listach | Album                 |
| Tytuł                                       | Rok  | LP3                | UWM                | Album                 |
| ------------------------------------------- | ---- | ------------------ | ------------------ | --------------------- |
| „Moje serce”                                | 2007 | –                  | –                  | Plenty                |
| „Masz to”                                   | 2008 | –                  | –                  | Plenty                |
| „So Sure”                                   | 2009 | –                  | –                  | Plenty                |
| „Uplifter”                                  | 2010 | 44                 | –                  | Put Your Shoes On/Off |
| „Girlzz in Trance” (oraz Lukasz Borowiecki) | 2010 | –                  | –                  | Put Your Shoes On/Off |
| „Nieważne ile”                              | 2011 | –                  | –                  | Put Your Shoes On/Off |
| „Esta Festa”                                | 2011 | –                  | –                  | Put Your Shoes On/Off |
| „Baqaa” (oraz Spokoarmia)                   | 2012 | –                  | 1                  | Momenty               |
| „Widok” (oraz Spokoarmia)                   | 2012 | –                  | –                  | Momenty               |
| „Risk Risk” (oraz Spokoarmia)               | 2013 | –                  | 21                 | Momenty               |
| „Tabletki” (gościnnie: Xxanaxx)             | 2015 | –                  | 18                 | Marta Kosakowska      |
| „A jeśli to ja” (gościnnie: Gooral)         | 2015 | 28                 | –                  | Marta Kosakowska      |
| „Niebieski ptak” (gościnnie: Grubson)       | 2015 | –                  | –                  | Marta Kosakowska      |
| „1000 lamp”                                 | 2015 | –                  | –                  | Marta Kosakowska      |
| „Idę”                                       | 2016 | –                  | –                  | Marta Kosakowska      |
| „Moje serce 2k18”                           | 2018 | –                  | –                  | –                     |
| „Jak na moje oko”                           | 2020 | –                  | –                  | Cykl                  |
| „Patataj”                                   | 2022 |                    |                    | Cykl                  |
| „Kurtyny”                                   | 2022 |                    |                    | Cykl                  |
| „Leć”                                       | 2023 |                    |                    | Cykl                  |
| „Euforia”                                   | 2023 |                    |                    | Cykl                  |
| „Brokat”                                    | 2023 |                    |                    | Cykl                  |
| „Mordy”                                     | 2023 |                    |                    | Cykl                  |
| „Jesteś”                                    | 2023 |                    |                    | Cykl                  |
| „Kręci”                                     | 2023 |                    |                    | Cykl                  |
| „Baldachimy Szatt Remix”                    | 2023 |                    |                    | Cykl                  |
| „–” singel nie był notowany.                |      |                    |                    |                       |

### Gościnny udział na innych albumach
| Album                                      | Rok  | Utwór | Źródło |
| ------------------------------------------ | ---- | --- | ------ |
| DJ Feel-X Mad Crew – Dancehall Clash Test  | 2003 | „Killing Me Softly” (gościnnie: Marika) „Put the Riddim On” (gościnnie: Marika, Frenchman) „Teraz naprawdę wiesz” (gościnnie: Marika, Frenchman) „A Sweet Song” (gościnnie: Marika, Frenchman) | [ 32 ] |
| 12 ławek (kompilacja)                      | 2005 | Marika – „Rytm, taniec, muzyka: piękne panie (Ławka piąta)” | [ 33 ] |
| Maciora – I tak ci to ukradną              | 2005 | „Dancehall Queen” (gościnnie: Marika, Frenchman, Breku) „Nepal” (gościnnie: Marika) | [ 34 ] |
| Biba! Riddim (kompilacja)                  | 2005 | Marika – „Pieniądze” | [ 35 ] |
| Polski ogień (kompilacja)                  | 2006 | Marika – „Siła ognia (Doctor’s Darling)” Marika – „What’s Ya Flava (Curefix)” | [ 8 ]  |
| Zagmadfany – The Dobrze                    | 2008 | „Mity” (gościnnie: Marika) | [ 36 ] |
| Propaganja 2008 (kompilacja)               | 2008 | Marika, Pablopavo, Kameral – „Blanta na melanż” | [ 37 ] |
| Lilu – LA                                  | 2008 | „Rolex” (gościnnie: Marika) | [ 38 ] |
| AbradAb – Ostatni poziom kontroli          | 2008 | „Szukam cię pod swój rytm” (gościnnie: Marika) |        |
| Wszystkie covery świata (kompilacja)       | 2008 | Marika – „Daj mi tę noc” | [ 39 ] |
| Junior Stress – L.S.M.                     | 2009 | „Sound System” (gościnnie: DJ OK, EastWest Rockers, MadMajk, Ola Monola, Bob One, Bas Tajpan, Frenchman, Marika, Pablopavo, Natty B, Mista Pita, Grubson)                                      |        |
| Prosto Mixtape 600V (kompilacja)           | 2010 | EastWest Rockers, Sokół, Marika – „Mój głos” (Mothaship Remix) |        |
| Frenchman – Świadectwo                     | 2011 | „Daj mi beat” (gościnnie: Marika) | [ 40 ] |
| Pablopavo & Ludziki – 10 piosenek          | 2011 | „Złoto” (gościnnie: Marika) |        |
| De Mono – Spiekota                         | 2012 | „Wzejdę polnym makiem” (gościnnie: Marika) |        |
| Antone – Prawo Talionu                     | 2012 | „Egzystencji aranż” (gościnnie: Blackout JA, Marika) | [ 41 ] |
| Morowe panny (kompilacja)                  | 2012 | Marika – „Idziemy w noc” Mona, Marika – „Spacer po cienkiej linie” |        |
| Panny wyklęte (kompilacja)                 | 2013 | Marika, Maleo Reggae Rockers – „Modlitwa dziewczyńska” |        |
| Rena – Uliczna psychologia                 | 2013 | „Siła kobiet” (gościnnie: Marika) | [ 42 ] |
| Panny wyklęte: wygnane vol. 1 (kompilacja) | 2014 | Marika, Maleo Reggae Rockers – „Piosenka o Wojtku” | [ 43 ] |

## Teledyski
| Tytuł                                                    | Rok  | Reżyseria                      | Album                         | Źródło |
| -------------------------------------------------------- | ---- | ------------------------------ | ----------------------------- | ------ |
| „Moje serce”                                             | 2007 | Kramucho Studio                | Plenty                        | [ 44 ] |
| „Masz to”                                                | 2008 | Grupa 13                       | Plenty                        | [ 45 ] |
| „So Sure”                                                | 2009 | ICTUS.PL                       | Plenty                        | [ 46 ] |
| „Uplifter”                                               | 2010 | Kamil Szczepański              | Put Your Shoes On/Off         | [ 47 ] |
| „Esta Festa”                                             | 2011 | Kamil Szczepański              | Put Your Shoes On/Off         | [ 48 ] |
| „Baqaa” (oraz Spokoarmia)                                | 2012 | Toczy Videos                   | Momenty                       | [ 49 ] |
| „Idziemy w noc” (oraz Maleo Reggae Rockers)              | 2012 | Ernesto Gonzales               | Morowe panny                  | [ 50 ] |
| „Widok” (oraz Spokoarmia)                                | 2012 | Toczy Videos                   | Momenty                       | [ 51 ] |
| „Risk Risk” (oraz Spokoarmia)                            | 2013 | Piotr Onopa                    | Momenty                       | [ 52 ] |
| „Smoki” (oraz Spokoarmia)                                | 2013 | Tomek Klimala                  | Momenty                       | [ 53 ] |
| „Piosenka o Wojtku” (oraz Maleo Reggae Rockers i Buslav) | 2014 | Paweł Jan Nowak (NIENAUTNOWAK) | Panny wyklęte: wygnane vol. 1 | [ 54 ] |
| „Tabletki” (gościnnie: Xxanaxx)                          | 2015 | Paweł Jan Nowak (NIENAUTNOWAK) | Marta Kosakowska              | [ 55 ] |
| „A jeśli to ja” (gościnnie: Gooral)                      | 2015 | Krzysztof Grudziński           | Marta Kosakowska              | [ 56 ] |
| „Niebieski ptak” (gościnnie: Grubson)                    | 2015 | Paweł Jan Nowak (NIENAUTNOWAK) | Marta Kosakowska              |        |
| „1000 lamp”                                              | 2015 | Paweł Jan Nowak (NIENAUTNOWAK) | Marta Kosakowska              |        |
| „Idę”                                                    | 2016 | Paweł Jan Nowak (NIENAUTNOWAK) | Marta Kosakowska              |        |
| „Moje serce 2k18”                                        | 2018 | Paweł Jan Nowak (NIENAUTNOWAK) |                               |        |
| „Jak na moje oko”                                        | 2020 | Paweł Jan Nowak (NIENAUTNOWAK) | Cykl                          | [ 57 ] |
| „Patataj”                                                | 2022 | Studio Filmowe Powidok         | Cykl                          |        |
| „Kurtyny”                                                | 2022 | Awake Films                    | Cykl                          |        |
| „Leć”                                                    | 2023 | Studio Filmowe Powidok         | Cykl                          |        |
| „Euforia”                                                | 2023 | Studio Filmowe Powidok         | Cykl                          |        |
| „Brokat”                                                 | 2023 | Studio Filmowe Powidok         | Cykl                          |        |
| „Mordy”                                                  | 2023 | Studio Filmowe Powidok         | Cykl                          |        |
| „Jesteś”                                                 | 2023 | Paweł Jan Nowak (NIENAUTNOWAK) | Cykl                          |        |
| „Kręci”                                                  | 2023 | Paweł Jan Nowak (NIENAUTNOWAK) | Cykl                          |        |
| „Baldachimy Szatt Remix”                                 | 2023 | Paweł Jan Nowak (NIENAUTNOWAK) | Cykl                          |        |

| Tytuł                                                           | Rok  | Reżyseria        | Album                   | Źródło |
| --------------------------------------------------------------- | ---- | ---------------- | ----------------------- | ------ |
| Numer Raz, Analogia, Marika – „12 ławek”                        | 2005 |                  | 12 ławek                | [ 58 ] |
| AbradAb – „Szukam cię pod swój rytm” (gościnnie: Marika)        | 2009 |                  | Ostatni poziom kontroli | [ 59 ] |
| Frenchman – „Daj mi beat” (gościnnie: Marika)                   | 2011 | Marcin Woźniacki | Świadectwo              | [ 60 ] |
| Difel – „Masz tutaj czas” (gościnnie: MadMajk, Marika, Kacezet) | 2011 | Diil Film Studio | –                       | [ 61 ] |
| Projekt NOD – „Miasto budzi się” (gościnnie: Marika, Stashka)   | 2012 |                  | Warsoul Experience      | [ 62 ] |
| Antone – „Egzystencji aranż” (gościnnie: Marika, Blackout JA)   | 2012 | OGfilms          | Prawo talionu           | [ 63 ] |
| De Mono – „Wzejdę polnym makiem” (gościnnie: Marika)            | 2013 |                  | Spiekota                | [ 64 ] |